# Ramazan Özcan
Ramazan Özcan (Hohenems, 28 de junho de 1984) é um futebolista austríaco que atua na posição de goleiro, atualmente defende o Bayer Leverkusen.

## Carreira
Ramazan Özcan fez parte do elenco da Seleção Austríaca de Futebol da Eurocopa de 2008 e 2016.

## Títulos
Red Bull Salzburg
- Bundesliga Austríaca: 2006–07

Red Bull Salzburg II
- Regionalliga West (Terceira divisão Austríaca): 2006–07

Ingolstadt
- 2. Bundesliga: 2014–15